# توربین کاپلان
توربین کاپلان (به انگلیسی: Kaplan turbine) در سال ۱۹۱۳ توسط ویکتور کاپلان اتریشی ابداع شد. این توربین یک توربین عکس‌العملی با جریان داخل شونده (Inward Flow) است که از مفاهیم جریان محوری (Axial) و گردشی (Radial) بهره می‌برد. ورودی تیوبی پیچشی است که به دور دریچه‌های هدایت‌کننده (Wicket Gates) می‌چرخد. آب توسط دریچه‌های هدایت‌کننده به صورت مماسی به رانر خورده و توسط تیغه‌های ملخی رانر حالت مارپیچی به خود می‌گیرد که در نهایت باعث چرخش رانر می‌شود.
دو پارامتر تنظیمی زاویه تیغه‌ها و دریچه‌های هدایت‌کننده باعث می‌شوند توربین‌های کاپلان در محدوده وسیعی کارایی داشته باشند.
در کاربردهای خانگی با حدود تراز مؤثر ۶۰ سانتی‌متر توربین‌های کاپلان ارزان قیمتی ساخته می‌شوند. هزینه طراحی، ساخت و نصب توربین‌های فرانسیس بسیار زیاد است اما برای سالیان متمادی کار می‌کنند.

## انواع مختلف توربین کاپلان

### توربین‌های ملخی (Propeller Turbine)
پره‌های ملخ قابل تنظیم نبوده و برای کاربردهای کوچک و ارزان استفاده می‌شوند. در مدلهای تجاری این توربینها از چند دسی‌متر تراز مؤثر چند صد وات تولید می‌کنند.

### توربین حبابی (Bulb) یا لوله‌ای (Tubular)
در مسیر ورود آب طراحی می‌شوند. یک حباب بزرگ در مرکز لوله آب قرار گرفته و ژنراتور، رانر (runner) و ویکت گیت (wicket gate) را در بر می‌گیرد. توربینهای لوله‌ای طراحی کاملاً محوری دارند در حالی که توربینهای کاپلان، ویکت گیتهای شعاعی دارند.

### توربین Pit
توربین‌های حبابی همراه با جعبه دنده هستند. با وجود جعبه دنده امکان استفاده از ژنراتور کوچکتر را فراهم می‌کند. در نتیجه برای ارتفاع پایین بسیار مطلوب می‌باشد.

### توربین Straflo
در این توربین روتور توربین و رانر با هم ادغام شده‌اند.

### توربین S یا S-Turbine
این توربین با بیرون بردن ژنراتور از کانال آب، نیاز به محفظه حبابی را از بین برده‌است. در این حالت تورفتگی در کانال ایجاد شده‌است که شفتی توربین را به ژنراتور متصل می‌کند.